# Saint-Laurent-de-la-Cabrerisse
Saint-Laurent-de-la-Cabrerisse település Franciaországban, Aude megyében. Lakosainak száma 757 fő (2022. január 1.). Saint-Laurent-de-la-Cabrerisse Coustouge, Fabrezan, Jonquières, Talairan, Thézan-des-Corbières és Tournissan községekkel határos.

## Népesség
A település népessége az elmúlt években az alábbi módon változott:
| Lakosok száma | 887  | 659  | 624  | 711  | 781  | 752  | 736  | 724  | 735  | 757  |
|               | 1968 | 1982 | 1990 | 2006 | 2013 | 2015 | 2017 | 2019 | 2020 | 2022 |